# Adrianus Simonis
Adrianus Johannes Simonis (Lisse, 26 novembre 1931 – Voorhout, 2 settembre 2020) è stato un cardinale e arcivescovo cattolico olandese.

## Biografia
Fu ordinato sacerdote il 15 giugno 1957.
Il 29 dicembre 1970 papa Paolo VI lo nominò vescovo di Rotterdam e ricevette la consacrazione episcopale il 20 marzo 1971 dal cardinale Bernard Jan Alfrink.
Divenne in seguito arcivescovo coadiutore di Utrecht il 27 giugno 1983, per poi divenire arcivescovo e metropolita dei Paesi Bassi il 3 dicembre dello stesso anno.
Papa Giovanni Paolo II lo innalzò alla dignità cardinalizia nel concistoro del 25 maggio 1985.
Il 14 aprile 2007 terminò il suo incarico dopo l'accettazione delle dimissioni da parte di papa Benedetto XVI per raggiunti limiti di età.
Ricoprì il ruolo di presidente della Conferenza Episcopale dei Paesi Bassi dal 1983 al 2008, quando gli successe il vescovo di Rotterdam, Adrianus Herman van Luyn.
Il 26 novembre 2011 compì ottanta anni, perdendo il diritto al voto nei successivi conclavi.
Morì improvvisamente in una casa di cura a Voorhout il 2 settembre 2020 all'età di 88 anni. In seguito ai solenni funerali celebrati 8 giorni dopo dal cardinale Willem Jacobus Eĳk presso la cattedrale di Santa Caterina, venne sepolto come i suoi predecessori nel cimitero cattolico di Santa Barbara a Utrecht.

## Accuse presunte
Nel febbraio 2011, Simonis fu accusato di aver coperto un prete pedofilo mentre era arcivescovo. Il prete, il cui nome non fu reso noto dai media, abusò di Erwin Meester mentre era in servizio in una parrocchia di Zoetermeer. Simonis, pur sapendo dell'accusa, ritenne che il prete fosse cambiato, e lo spostò in una parrocchia ad Amersfoort, senza però avvisare nessuno della nuova parrocchia dei precedenti del prete. Il prete perpetrò altri abusi nella nuova parrocchia (secondo la polizia sei delle sue vittime hanno poi denunciato abusi avvenuti tra il 1987 e il 2008); Simonis qualificò il nuovo abuso avvenuto ad Amersfoort come «deplorevole».
Quando l'episodio venne alla luce, Simonis affermò di essere stato a conoscenza dei precedenti del prete, ma che aveva giudicato sufficienti la terapia e «le prescrizioni psicologiche severe e per iscritto» che aveva ricevuto. Affermò anche che non aveva avuto nessuna informazione dalla nuova parrocchia riguardo ai nuovi abusi.

## Genealogia episcopale e successione apostolica
La genealogia episcopale è:
- Cardinale Scipione Rebiba
- Cardinale Giulio Antonio Santori
- Cardinale Girolamo Bernerio, O.P.
- Arcivescovo Galeazzo Sanvitale
- Cardinale Ludovico Ludovisi
- Cardinale Luigi Caetani
- Cardinale Ulderico Carpegna
- Cardinale Paluzzo Paluzzi Altieri degli Albertoni
- Papa Benedetto XIII
- Papa Benedetto XIV
- Papa Clemente XIII
- Cardinale Marcantonio Colonna
- Cardinale Giacinto Sigismondo Gerdil, B.
- Cardinale Giulio Maria della Somaglia
- Cardinale Carlo Odescalchi, S.I.
- Vescovo Eugène de Mazenod, O.M.I.
- Cardinale Joseph Hippolyte Guibert, O.M.I.
- Cardinale François-Marie-Benjamin Richard de la Vergne
- Cardinale Pietro Gasparri
- Cardinale Paolo Giobbe
- Cardinale Bernard Jan Alfrink
- Cardinale Adrianus Johannes Simonis

La successione apostolica è:
- Vescovo Ronald Philippe Bär, O.S.B. (1982)
- Vescovo Frans Wiertz (1993)
- Vescovo Adrianus Herman van Luyn, S.D.B. (1994)
- Cardinale Willem Jacobus Eĳk (1999)
- Vescovo Gerard Johannes Nicolaus de Korte (2001)